# Kvalifikation til EM i fodbold 2004
Kvalifikationen til EM i fodbold 2004 fandt sted mellem september 2002 og november 2003 og havde deltagelse af 50 hold. Der skulle findes 16 hold til slutrunden. Værtslandet Portugal var direkte kvalificeret, og de resterende 15 hold blev fundet igennem en kvalifikationsturnering afholdt i 2002-2003. Der var ti kvalifikationsgrupper, hver med fem deltagende lande, hvor alle mødte hinanden to gange – en gang på hjemmebane og en gang på udebane. Vinderne af grupperne kvalificerede sig direkte til slutrunden, mens nummer to i hver gruppe spillede yderligere to kvalifikationskampe mod en toer fra en anden gruppe.

## Grupper

### Gruppe A
| Gruppe 1  | Kampe | Mål   | Point |
| --------- | ----- | ----- | ----- |
| Frankrig  | 8     | 29-2  | 24    |
| Slovenien | 8     | 15-12 | 14    |
| Israel    | 8     | 9-11  | 9     |
| Cypern    | 8     | 9-18  | 8     |
| Malta     | 8     | 5-24  | 1     |

|           | Cypern | Frankrig | Israel | Malta | Slovenien |
| --------- | ------ | -------- | ------ | ----- | --------- |
| Cypern    | –      | 1–2      | 1–1    | 2–1   | 2–2       |
| Frankrig  | 5–0    | –        | 3–0    | 6–0   | 5–0       |
| Israel    | 2–0    | 1–2      | –      | 2–2   | 0–0       |
| Malta     | 1–2    | 0–4      | 0–2    | –     | 1–3       |
| Slovenien | 4–1    | 0–2      | 3–1    | 3–0   | –         |

### Gruppe B
| Pos | Hold                | K | V | U | T | +  | -  | +/- | P  |
| --- | ------------------- | - | - | - | - | -- | -- | --- | -- |
| 1   | Danmark             | 8 | 4 | 3 | 1 | 15 | 9  | +6  | 15 |
| 2   | Norge               | 8 | 4 | 2 | 2 | 9  | 5  | +4  | 14 |
| 3   | Rumænien            | 8 | 4 | 2 | 2 | 21 | 9  | +17 | 14 |
| 4   | Bosnien-Hercegovina | 8 | 4 | 3 | 1 | 7  | 8  | -1  | 13 |
| 5   | Luxembourg          | 8 | 0 | 0 | 8 | 0  | 21 | -21 | 0  |

|                     | Bosnien-Hercegovina | Danmark | Luxembourg | Norge | Rumænien |
| ------------------- | ------------------- | ------- | ---------- | ----- | -------- |
| Bosnien-Hercegovina | –                   | 1–1     | 2–0        | 1–0   | 0–3      |
| Danmark             | 0–2                 | –       | 2–0        | 1–0   | 2–2      |
| Luxembourg          | 0–1                 | 0–2     | –          | 0–2   | 0–7      |
| Norge               | 2–0                 | 2–2     | 1–0        | –     | 1–1      |
| Rumænien            | 2–0                 | 2–5     | 4–0        | 0–1   | –        |

### Gruppe C
| Gruppe 3     | Kampe | Mål   | Point |
| ------------ | ----- | ----- | ----- |
| Tjekkiet     | 8     | 23-5  | 22    |
| Holland      | 8     | 20-6  | 19    |
| Østrig       | 8     | 12-14 | 9     |
| Moldova      | 8     | 5-19  | 6     |
| Hviderusland | 8     | 4-20  | 3     |

|              | Østrig | Hviderusland | Tjekkiet | Moldova | Holland |
| ------------ | ------ | ------------ | -------- | ------- | ------- |
| Østrig       | –      | 5-0          | 2-3      | 2-0     | 0-3     |
| Hviderusland | 0-2    | –            | 1-3      | 2-1     | 0-2     |
| Tjekkiet     | 4-0    | 2-0          | –        | 5-0     | 3-1     |
| Moldova      | 1-0    | 2-1          | 0-2      | –       | 1-2     |
| Holland      | 3-1    | 3-0          | 1-1      | 5-0     | –       |

### Gruppe D
| Pos | Hold       | K | V | U | T | +  | -  | +/- | P  |
| --- | ---------- | - | - | - | - | -- | -- | --- | -- |
| 1   | Sverige    | 8 | 0 | 0 | 0 | 19 | 3  | +17 | 17 |
| 2   | Letland    | 8 | 0 | 0 | 0 | 10 | 6  | +4  | 16 |
| 3   | Polen      | 8 | 0 | 0 | 0 | 11 | 7  | +4  | 13 |
| 4   | Ungarn     | 8 | 0 | 0 | 0 | 15 | 9  | -6  | 11 |
| 5   | San Marino | 8 | 0 | 0 | 8 | 0  | 21 | -21 | 0  |

### Gruppe E
| Gruppe 5 | Kampe | Mål  | Point |
| -------- | ----- | ---- | ----- |
| Tyskland | 8     | 13-4 | 18    |
| Skotland | 8     | 12-8 | 14    |
| Island   | 8     | 11-9 | 13    |
| Litauen  | 8     | 7-11 | 10    |
| Færøerne | 8     | 7-18 | 1     |

### Gruppe F
| Gruppe 6   | Kampe | Mål   | Point |
| ---------- | ----- | ----- | ----- |
| Grækenland | 8     | 8-4   | 18    |
| Spanien    | 8     | 16-4  | 17    |
| Ukraine    | 8     | 11-10 | 10    |
| Armenien   | 8     | 7-16  | 7     |
| Nordirland | 8     | 0-8   | 3     |

### Gruppe G
| Gruppe 7      | Kampe | Mål   | Point |
| ------------- | ----- | ----- | ----- |
| England       | 8     | 14-5  | 20    |
| Tyrkiet       | 8     | 17-5  | 19    |
| Slovakiet     | 8     | 11-9  | 10    |
| Makedonien    | 8     | 11-14 | 6     |
| Liechtenstein | 8     | 2-22  | 1     |

### Gruppe H
| Gruppe 8  | Kampe | Mål  | Point |
| --------- | ----- | ---- | ----- |
| Bulgarien | 8     | 13-4 | 17    |
| Kroatien  | 8     | 12-4 | 16    |
| Belgien   | 8     | 11-9 | 16    |
| Estland   | 8     | 4-6  | 8     |
| Andorra   | 8     | 1-18 | 0     |

### Gruppe I
| Gruppe 9      | Kampe | Mål   | Point |
| ------------- | ----- | ----- | ----- |
| Italien       | 8     | 17-4  | 17    |
| Wales         | 8     | 13-10 | 13    |
| Serbien-Mont. | 8     | 11-11 | 12    |
| Finland       | 8     | 9-10  | 10    |
| Aserbajdsjan  | 8     | 5-20  | 4     |

### Gruppe J
| Gruppe 10 | Kampe | Mål   | Point |
| --------- | ----- | ----- | ----- |
| Schweiz   | 8     | 15-11 | 15    |
| Rusland   | 8     | 19-12 | 14    |
| Irland    | 8     | 10-11 | 11    |
| Albanien  | 8     | 11-15 | 8     |
| Georgien  | 8     | 8-14  | 7     |

| Kvalificeret til slutrunden                | Kvalificeret til slutrunden                  | Kvalificeret til playoff                 | Kvalificeret til playoff               |
| ------------------------------------------ | -------------------------------------------- | ---------------------------------------- | -------------------------------------- |
| Frankrig Danmark Tjekkiet Sverige Tyskland | Grækenland England Bulgarien Italien Schweiz | Slovenien Norge Holland Letland Skotland | Spanien Tyrkiet Kroatien Wales Rusland |

### Playoff
De ti toere spillede playoffkampe om de sidste fem pladser ved slutrunden. Holdene mødtes ude og hjemme – hjemmeholdet i første kamp er nævnt først.
| Kamp                 | Samlet | 1.kamp | 2.kamp |
| -------------------- | ------ | ------ | ------ |
| Skotland - Holland   | 1-6    | 1-0    | 0-6    |
| Kroatien - Slovenien | 2-1    | 1-1    | 1-0    |
| Rusland - Wales      | 1-0    | 0-0    | 1-0    |
| Spanien - Norge      | 5-1    | 2-1    | 3-0    |
| Letland - Tyrkiet    | 3-2    | 1-0    | 2-2    |

Dermed kvalificerede Holland, Kroatien, Rusland, Spanien og Letland sig til EM-slutrunden i Portugal.